# Chiesa di San Martino (Zoagli)
La chiesa di San Martino è un luogo di culto cattolico situato nel comune di Zoagli, in piazza san Martino, nella città metropolitana di Genova. La chiesa è sede della parrocchia omonima del vicariato di Rapallo-Santa Margherita Ligure della diocesi di Chiavari.

## Storia

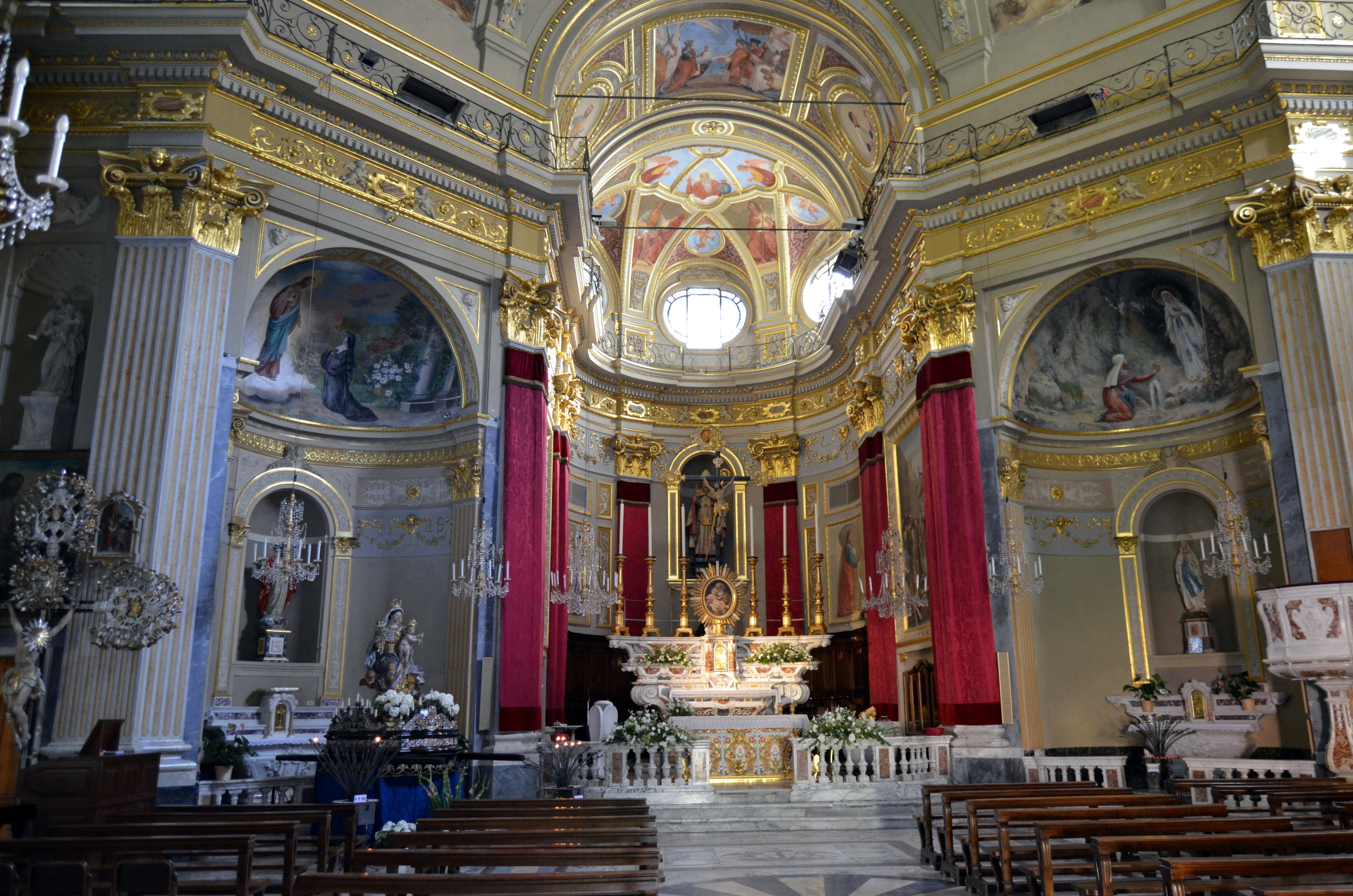
Particolare della navata centrale e della zona del presbiterio

Sita nel cuore del borgo zoagliese, la parrocchiale fu eretta tra il 1726 e il 1728 su progetto dell'architetto Antonio Maria Ricca. Notevolmente danneggiato dal bombardamento aereo degli Alleati, nel dicembre del 1943 durante la seconda guerra mondiale, al termine del conflitto bellico l'edificio venne completamente ricostruito cercando di riportare allo splendore il precedente tempio religioso.
La sua parrocchia fu istituita già nel XIII secolo e fu eletta a Prevostura nel 1860 ed Arcipretura nel 1890.

## Descrizione

### Architettura e arte

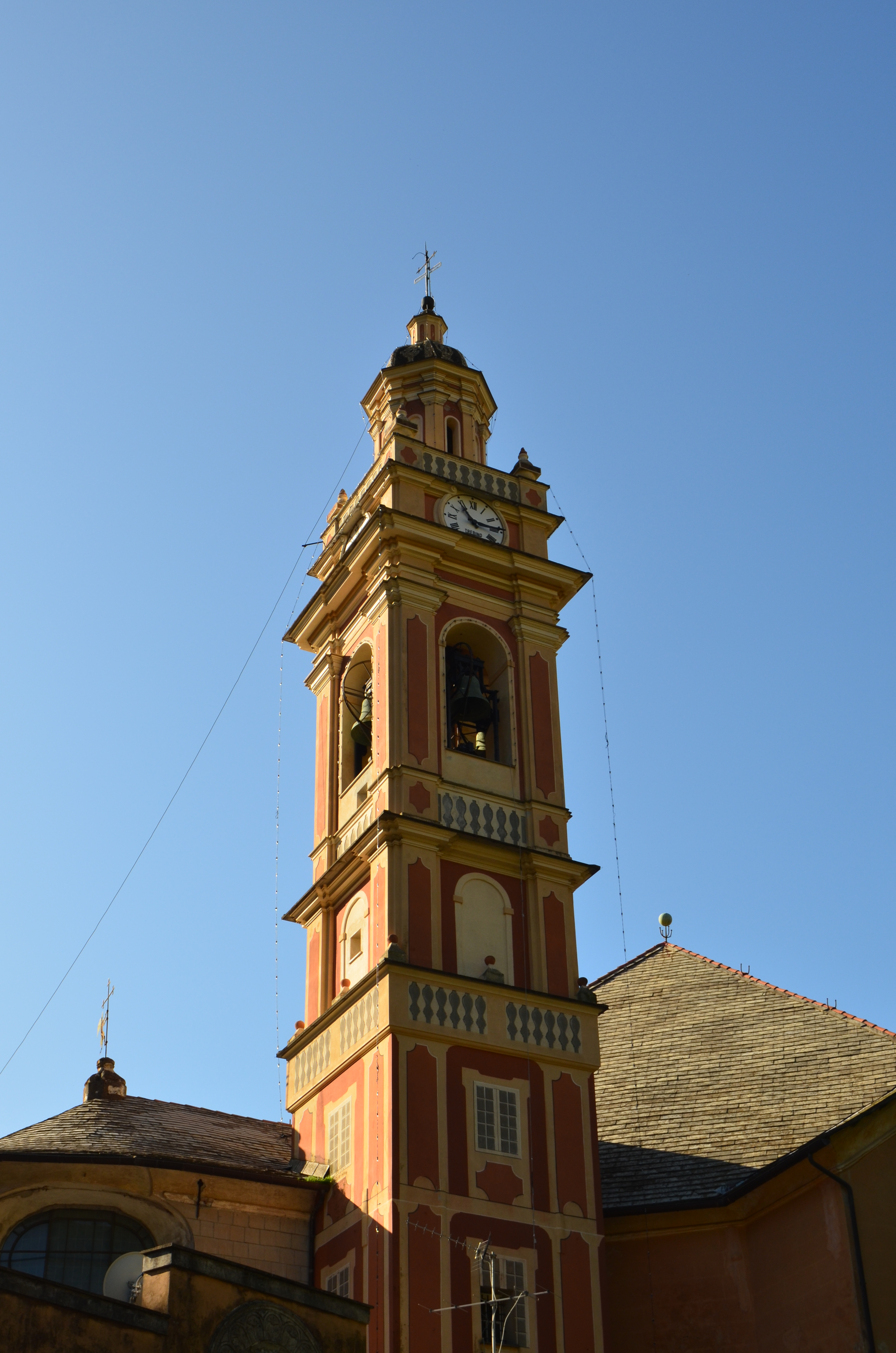
Il campanile

La facciata della chiesa è divisa in due ordini sovrapposti da un cornicione; mentre l'ordine inferiore è scandito da lesene tuscaniche, quello superiore è scandito da lesene ioniche e termina con un'alta cuspide triangolare. Al centro, sopra il portale, vi sono una trifora e un affresco raffigurante San Martino che divide il suo mantello con un povero. Sul retro della chiesa si eleva il campanile.
L'interno della chiesa è a pianta centrale ed è stato interamente affrescato dal pittore genovese Raffaello Resio (1855-1927). Vi sono conservate due statue in legno raffigurante la Madonna del Rosario con Gesù Bambino e il Cristo morto attribuite allo scultore Anton Maria Maragliano. Viene inoltre conservata una tavola del pittore Teramo Piaggio ritraente la Madonna e i santi Erasmo e Leonardo.
Altri oggetti sono il ciborio del XV secolo e altri dipinti di scuola ligure databili al XVII e XVIII secolo; l'altare maggiore marmoreo è opera dello scultore Francesco Schiaffino. In un reliquiario sono conservate parte delle ceneri di san Giovanni Battista, donati dai consoli di Genova di ritorno dalla Prima crociata in Terra Santa perché portati a Genova dal comandante zoagliese Giovanni Merello.

### Organo a canne
Sulla cantoria in controfacciata, si trova l'organo a canne, costruito nel 2008 dalla ditta organaria dormellettese Dell'Orto & Lanzini.
Lo strumento, racchiuso entro una cassa lignea con mostra in cinque campi costituita da canne di principale, è a trasmissione integralmente meccanica ed ha due tastiere di 54 note ciascuna ed una pedaliera dritta di 27 note.